# Hexafluorure de rhénium
L'hexafluorure de rhénium, ou fluorure de rhénium(VI), est un composé chimique de formule ReF6. Il se présente comme un liquide qui bout à 33,7 °C et gèle à 18,5 °C en donnant un solide jaune. Sa structure cristalline, mesurée à −140 °C est orthorhombique, groupe d'espace Pnma (no 62) avec comme paramètres cristallins a = 941,7 pm, b = 857,0 pm, c = 496,5 pm et Z = 4, d'où une masse volumique calculée de 4,94 g/cm3. La molécule ReF6 présente une géométrie octaédrique, de symétrie Oh, avec des liaisons Re–F longues de 182,3 pm.
Il peut s'obtenir en faisant réagir de l'heptafluorure de rhénium ReF7 avec du rhénium métallique dans un autoclave à 300 °C :
6 ReF7 + Re ⟶ 7 ReF6.
Il est également possible de le produire à partir des corps simples rhénium et fluor F2 :
Re + 3 F2 ⟶ ReF6.